# خون و عرق (فیلم)
خون و عرق (به هندی: Khoon Pasina) فیلمی محصول سال ۱۹۷۷ و به کارگردانی راکش کومار است. در این فیلم بازیگرانی همچون آمیتاب باچان، وینود کانا، ریکا، نیروپا روی، آسرانی، آریونا ایرانی، قادرخان، رانجیت، هلن ایفای نقش کرده‌اند.